# Церква Різдва Пресвятої Богородиці (Сировари)
Церква Різдва Пресвятої Богородиці в Сироварах — парафія і храм греко-католицької громади Озернянського деканату Тернопільсько-Зборівської архієпархії Української греко-католицької церкви в селі Сировари Тернопільського району Тернопільської области.
Оголошена пам'яткою архітектури місцевого значення.

## Історія церкви
Будівля церкви видовжена із заходу на схід і має одну баню. Північна і південна стіни з виступами. З північної сторони є прибудова, а західна частина церкви також добудована.
Церква дерев'яна, збудована без жодного цвяха, і покрита бляхою. Навколо храму розташований сільський цвинтар — важлива історична пам'ятка ХІХ–ХХ століть. При вході на подвір’я знаходиться фігура Діви Марії з написом: «Пресвята Діво Маріє, радуйся, спасай тих, хто на тебе надіється», а також фігура Серця Христового, встановлена у 2012 році. Ближче до церкви розміщена дзвіниця з трьома дзвонами, збудована у 1990 році на місці старої, знищеної під час Другої світової війни. Вік храму, за переказами місцевих жителів, становить понад 300 років; збірник «Зборівщина» датує його 1770 роком.
Парафія і храм належали до УГКЦ до 1946 року, а з 1990 року знову перебувають у її лоні.
У 2003 році візитацію парафії здійснив отець-митрат Василій Семенюк.

## Парохи
- о. Євстахій Бородайко (1935—1936),
- о. Микола Гулей (до 1946),
- о. Володимир Пиж (1990—1991),
- о. Мирослав Гордійчук (1992—1996),
- о. Михайло Медвідь (1996—2003),
- о. Тадей Нога (2004),
- о. Василь Хомета (з 2005).